# Piața Romană (metropolitana di Bucarest)
Piaţa Romană (in italiano "Piazza Romana") è una stazione della linea M2 della metropolitana di Bucarest, situata nella piazza omonima, sull'asse nord-sud principale del centro città.

## Storia
La stazione non fu inclusa nei piani iniziali della rete ma fu aggiunta solo in un secondo momento a causa della crescente domanda. Per questo motivo le piattaforme sono asimmetriche, molto strette (meno di 1,5 m di larghezza) e l'area di attesa è in un corridoio separato da spessi muri dalle piattaforme al fine di sostenere la struttura della stazione nel terreno sabbioso, su cui sono situati anche un certo numero di palazzi degli anni 20.
La stazione è stata aperta il 28 novembre 1988. Fu aggiunta nell'estensione della linea M2 da Piața Unirii a Pipera.

## Galleria d'immagini

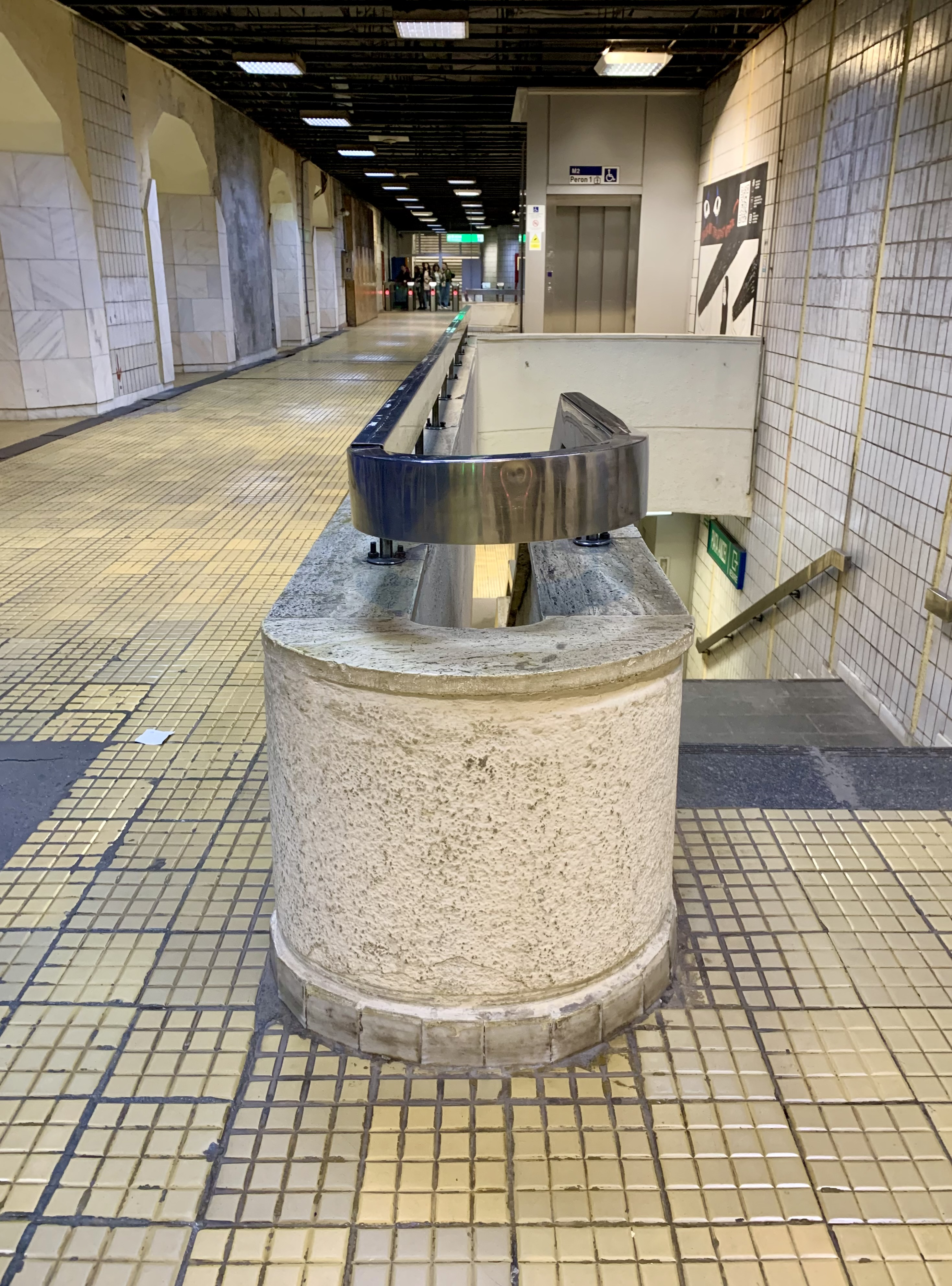
Mezzanino
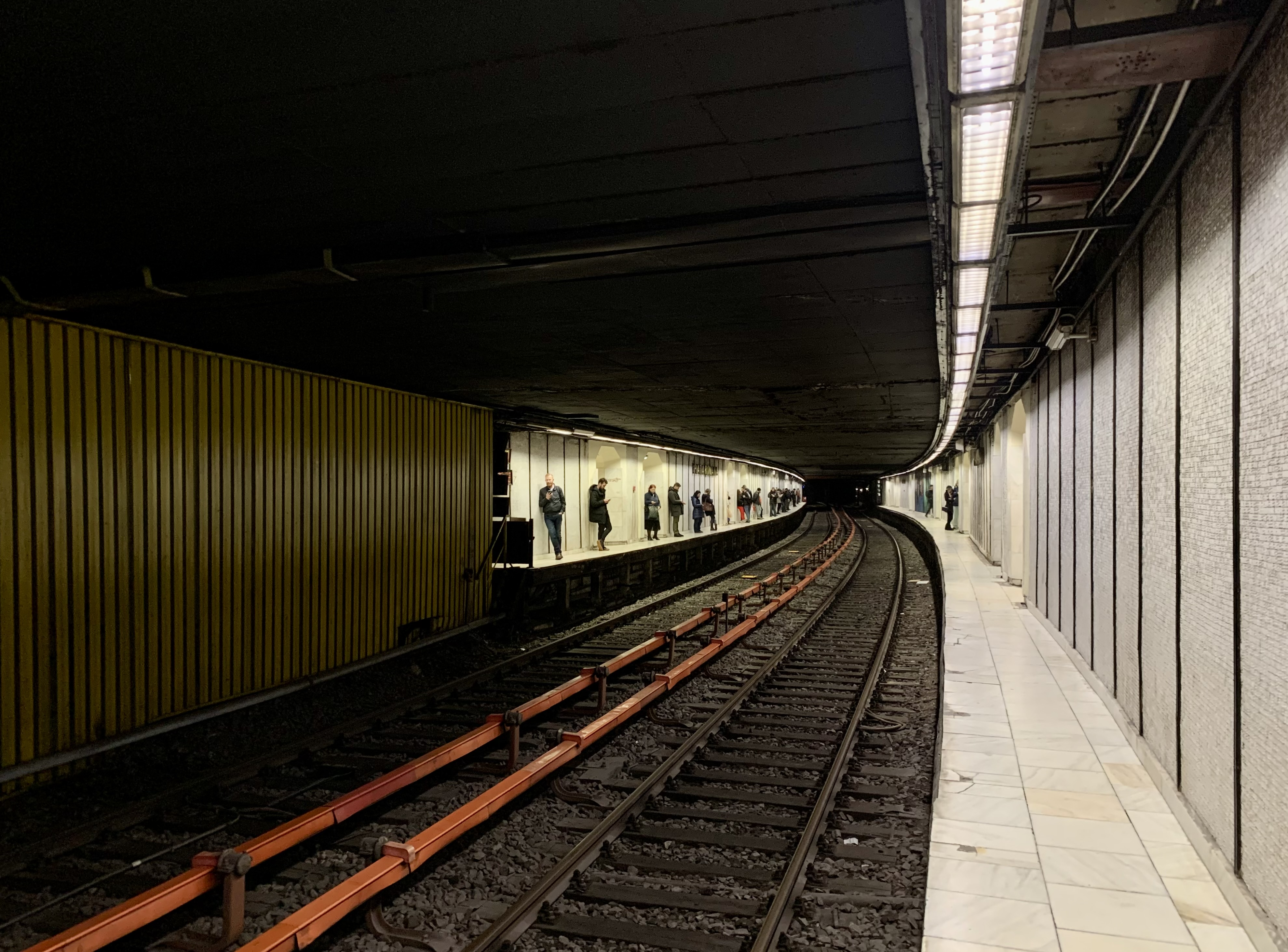
Vista interna lato binari
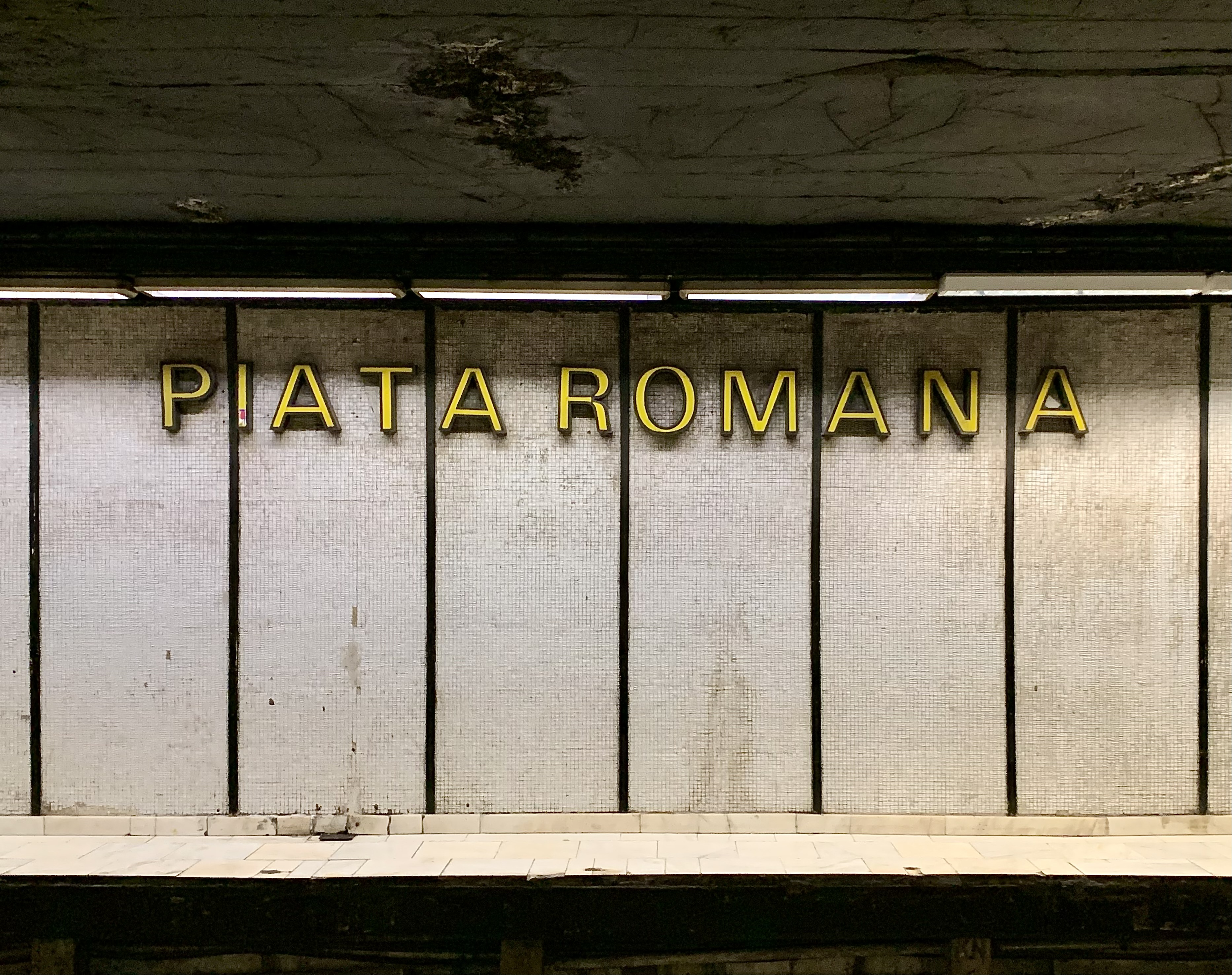
Dettaglio